# Manufacturing Consent: The Political Economy of the Mass media
Manufacturing Consent: Political Economy of the Mass media és un assaig dels escriptors estatunidencs Noam Chomsky i Edward S. Herman, publicat al 1988. Fa referència a l'expressió «fabricació del consens», que va encunyar el periodista Walter Lippmann. És amb aquest títol que es va realitzar una pel·lícula sobre el mateix tema el 1992.

## Contingut
Els autors enraonen en aquesta obra sobre el «model de propaganda» dels mitjans de comunicació. Segons aquest model, la major part dels mitjans de comunicació de masses sols transmeten les opinions de les elits econòmiques o dels governs. Els autors apliquen el seu model només als mitjans de comunicació d'Estats Units d'Amèrica i ho comparen amb molts estudis sobre la cobertura de fets polítics a Amèrica Central, Europa de l'Est, Timor Oriental i Àsia Sud-oriental. La validesa del model obeiria al fet que els mitjans se sotmeten a cinc «filtres»:
1. La major part dels mitjans de comunicació estan en mans de grans corporacions, açò és, pertanyen a les elits econòmiques.
2. Els mitjans depenen de la publicitat de les elits econòmiques per a sobreviure.
3. Els mitjans han de produir un flux continu de noves notícies. Els principals proveïdors de notícies són els departaments de premsa dels governs o de les grans empreses.
4. Els grups de pressió poden organitzar respostes sistemàtiques davant qualsevol desviació sobre les opinions que sostenen.
5. Anticomunisme: les opinions d'esquerra són considerades «antipatriòtiques».